# Douchapt
Douchapt é uma comuna francesa na região administrativa da Nova Aquitânia, no departamento Dordonha. Estende-se por uma área de 8,57 km². Em 2010 a comuna tinha 366 habitantes (densidade: 42,7 hab./km²).